# Ceraeochrysa inbio
Ceraeochrysa inbio är en insektsart som beskrevs av Penny 1997. Ceraeochrysa inbio ingår i släktet Ceraeochrysa och familjen guldögonsländor. Inga underarter finns listade i Catalogue of Life.